# جزا
جزا (بالإنجليزية: GZA)‏ (و. 1966  م) هو مغني راب، وموسيقي، ومغني أمريكي، ولد في بروكلين، وهو عضوٌ في وو تانج كلان.

## وصلات خارجية
- جزا على موقع IMDb (الإنجليزية)
- جزا على موقع قاعدة بيانات الأفلام العربية
- جزا على موقع ألو سيني (الفرنسية)
- جزا على موقع ميوزك برينز (الإنجليزية)
- جزا على موقع رولينغ ستون (الإنجليزية)
- جزا على موقع أول موفي (الإنجليزية)
- جزا على موقع قاعدة بيانات الأفلام السويدية (السويدية)
- جزا على موقع إن إن دي بي (الإنجليزية)
- جزا على موقع أول ميوزيك (الإنجليزية)
- جزا على موقع أول ميوزيك (الإنجليزية)
- جزا على موقع أول ميوزيك (الإنجليزية)